# Травень 2016
Травень 2016 — п'ятий місяць 2016 року, що розпочався у неділю 1 травня та закінчився у вівторок 31 травня.

## Події
- 1 травня
  - Adonia[en] став першим за 50 років круїзним лайнером, що вирушив зі США на Кубу[1].
  - Пожежа в Форт-МакМеррей (провінція Альберта, Канада)[2].
- 3 травня
  - Комп'ютерні науковці вирішили проблему трійок Буля-Піфагора згенерувавши 200 терабайтний файл на кластері Stampede [3]
  - «Лестер Сіті» вперше виграв чемпіонат Англії з футболу [4]
  - Марк Селбі з міста Лестер переграв Діна Цзюньхуея у фіналі чемпіонату світу зі снукеру [5]
- 7 травня
  - Лейборист-мусульманин пакистанського походження Садік Хан заступив на посаду мера Лондону [6]
- 9 травня
  - Філіппіни обрали Родріґо Дутерте президентом країни [7]
- 11 травня
  - Еміра партії Джамаат-і-Ісламі Бангладеш та екс-міністра Мотіура Рахмана Нізамі стратили через повішення за воєнні злочини часів війни за незалежність у 1971 році [8]
  - Держприкордонслужба знайшла 17 картин, викрадених молдовсько-італійською групою з веронського музею Кастельвеккйо[9]
  - Росія увімкнула четверту лінію енергомосту в окупований Крим[10]
- 12 травня
  - Верховна Рада ухвалила зміни до закону «Про прокуратуру» та надала згоду на призначення Юрія Луценка генпрокурором[11]
  - Кевін Поулсен надрукував у Wired трілер «Подвійний обман» про житомирського хакера Максима Попова, який був секретною зброєю ФБР, але в підсумку обдурив усіх [12]
- 13 травня
  - Встановлена можливість абіотичного синтезу двох з чотирьох нуклеотидів які формують молекулу РНК в умовах, що існували на Землі мільярди років тому, і можливо дали початок життю на Землі. Попередні 2 нуклеотиди вдалось синтезувати в абіотичних умовах ще у 2009 році.[13]
- 15 травня
  - Український літак «Ан-225 «Мрія»» здійснив переліт з України до Австралії, пролетівши майже 16 тисяч кілометрів[14]
  - Українська кримськотатарська співачка Джамала з піснею «1944» перемогла на Пісенному конкурсі «Євробачення 2016» [15]
  - 100 шахраїв з п'ятої до восьмої ранку вкрали 1,4 млрд єн (12,7 млн доларів) із 1,4 тис. банкоматів японського 7 Банку[en] в 16 префектурах викороставши 1600 фальшивих банківських карток південноафриканського Standard Bank[en] [16] [17] [18]
- 16 травня
  - Президент України Петро Порошенко присвоїв співачці Джамалі звання народної артистки[19]
- 18 травня
  - Антон Черепанов із ESET доповів про APT-ішну операцію «Прикормка» на московському форумі Positive Hack Days[ru] [20] [21] [22]
  - «Севілья» втретє поспіль перемогла у фіналі Ліги Європи УЄФА [23]
  - При зльоті з аеропорту Два’єр[en] (Афганістан) розбився[ru] вантажний літак Ан-12 авіакомпанії Silk Way, двох виживших українців — техніків Андрія Ганжу та Рамзі Алієва доставлено до лікарні в Кандагарі [24] [25] [26]
- 19 травня
  - Верховна Рада України перейменувала Дніпропетровськ на Дніпро [27]
  - Літак Airbus A320 авіакомпанії EgyptAir, рейсом Париж—Каїр, впав у Середземне море [28]
- 20 травня
  - На зустрічі з Дутерте посол Росії Ховаєв запропонував Філіппінам купувати російську зброю та розвивати самбо в обмін на банани, манго та дуріан [29] [30]
- 21 травня
  - Ракетним ударом з безпілотника вбито талібанського лідера Ахтара Мансура [31].
  - У фіналі кубка України з футболу донецький «Шахтар» переміг луганську «Зорю».
- 22 травня
  - «Я, Деніел Блейк» режисера Кена Лоуча отримав «Золоту пальмову гілку» на 69-му Каннському кінофестивалі [32]
  - 94,5 % голосуючих підтримали поправки до конституції на референдумі у Таджикистані [33]
  - Александер Ван дер Беллен обраний 12-м Федеральним президентом Республіки Австрія [34]
- 23 травня
  - Катерина Бондаренко обіграла сьому ракетку світу Роберту Вінчі на «Ролан Гаррос» [35]
- 25 травня
  - Надія Савченко повернулася в Україну після 709 днів полону [36]
  - Археолог Константінос Сісмандіс повідомив про знахідку 2400-річної могили Арістотеля біля Стагіри [37] [38]
- 26 травня
  - У Сімі (Міє, Японія) стартував 42-й саміт G7 [39]
- 27 травня
  - В рамках засідання Ради з питань конкурентоспроможності Ради Європейського Союзу було затверджено заклик про перехід всіх наукових публікацій Європи у відкритий доступ до 2020 року[40]
- 28 травня
  - «Реал Мадрид» виграв Фінал Ліги чемпіонів УЄФА [41]
  - В рамках місії з запуску супутника Thaicom 8[ru] успішно повернулась і сіла перша ступень ракети-носія Falcon 9[42].
- 29 травня
  - На МКС розгорнули надувний житловий модуль BEAM [43]
- 30 травня
  - Надзвичайні Африканські Палати засудили чадського екс-президента Хіссена Хабре на довічного ув'язнення за злочини проти людства [44]